# Ріхард Герстль
Ріхард Герстль (нім. Richard Gerstl, 14 вересня 1883, Відень — 4 листопада 1908, Відень) — австрійський художник-експресіоніст.

## Біографія
Народився в багатій родині, його батько Еміль Герстлен був єврейським торговцем, а мати Марія (уроджена Пфайффер) — австрійкою. Навчався у школі піаристів, але був виключений через крайню імпульсивність, незалежність суджень і бунтарський характер.

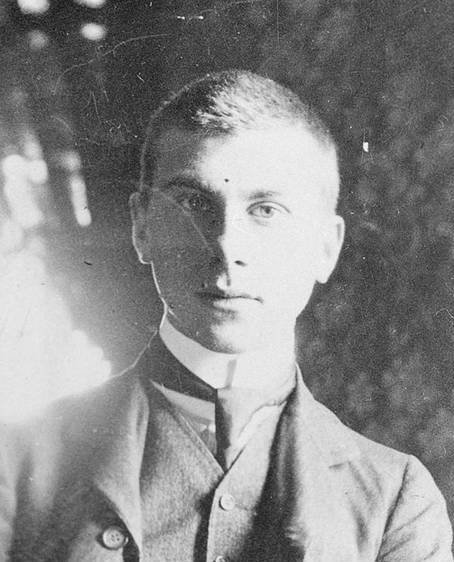
Герстль у 1905

У 1898 році вступив до Академії витончених мистецтв у Відні, яку теж не закінчив. Під час навчання відмовлявся сприймати провідну роль віденського сецесіону, що спонукало його професора Хрістіана Гріпенкерля зробити висновок: «Ваші малюнки як випускання сечі на снігу». Розчарований відсутністю сприйняття його манери малювання, з властивою йому завзятістю в досягненні мети, Герстлен протягом наступних двох років займався титанічною самоосвітою за відсутності офіційного визнання. Часто писав пейзажі і портрети. Про його роботи говорили, що на них незримо присутній Фрейд.
З літа 1901 продовжував навчатися живопису під керівництвом Шимона Холлоші в трансильванському місті Надьбанья і Генріха Лефлера у Відні.
Ріхард Герстль крім живопису цікавився музикою і філософією, підтримував тісні контакти з композиторами Арнольдом Шенбергом, Олександром фон Цемлінським (його сестра, Матильда, вийшла заміж за Шенберга), що жили з ним в одному будинку, а також Густавом Малером і Альбаном Бергом.
Сусіда Шенберга і його дружину Матильду він вчив малюванню. Сім'я Шенберга долучила його до суспільства віденських музикантів і композиторів.
Влітку 1908 року дружина Шенберга Матильда закохалася в художника. Зв'язок цей закінчився трагічно — Ріхард Герстль і Матильда стали коханцями. Незабаром, із докорами сумління, Матильда вирішила повернутися до чоловіка і дітей. Ріхард, в момент депресії і втрати коханої, покінчив життя самогубством, вдаривши себе ножем у груди і повісився у своїй студії. До цього він спалив усі свої папери і кілька картин.

## Творчість
Живопис Герстля сповнений експресії, а форма робіт підпорядкована кольорам. Переважають автопортрети в різних позах, портрети в натуральну величину друзів і родичів, також зберіглося кілька пейзажів. Серед відомих робіт — портрети батька, брата в уніформі лейтенанта, Арнольда Шоенберга (1905-6, Відень). Особливо вражає його автопортрет написаний за кілька днів до самогубства.
Художник першим з австрійців виступив за «психологічний» живопис, був прикутий до живопису фігури. Існує приблизно 70 картин.
«Напіводягнений автопортрет на синьому тлі» (1904/05) схожий на «Статеву зрілість» Едварда Мунка. Пізні роботи написані у постімпресіонізмі та пуантилізмі.

## Галерея

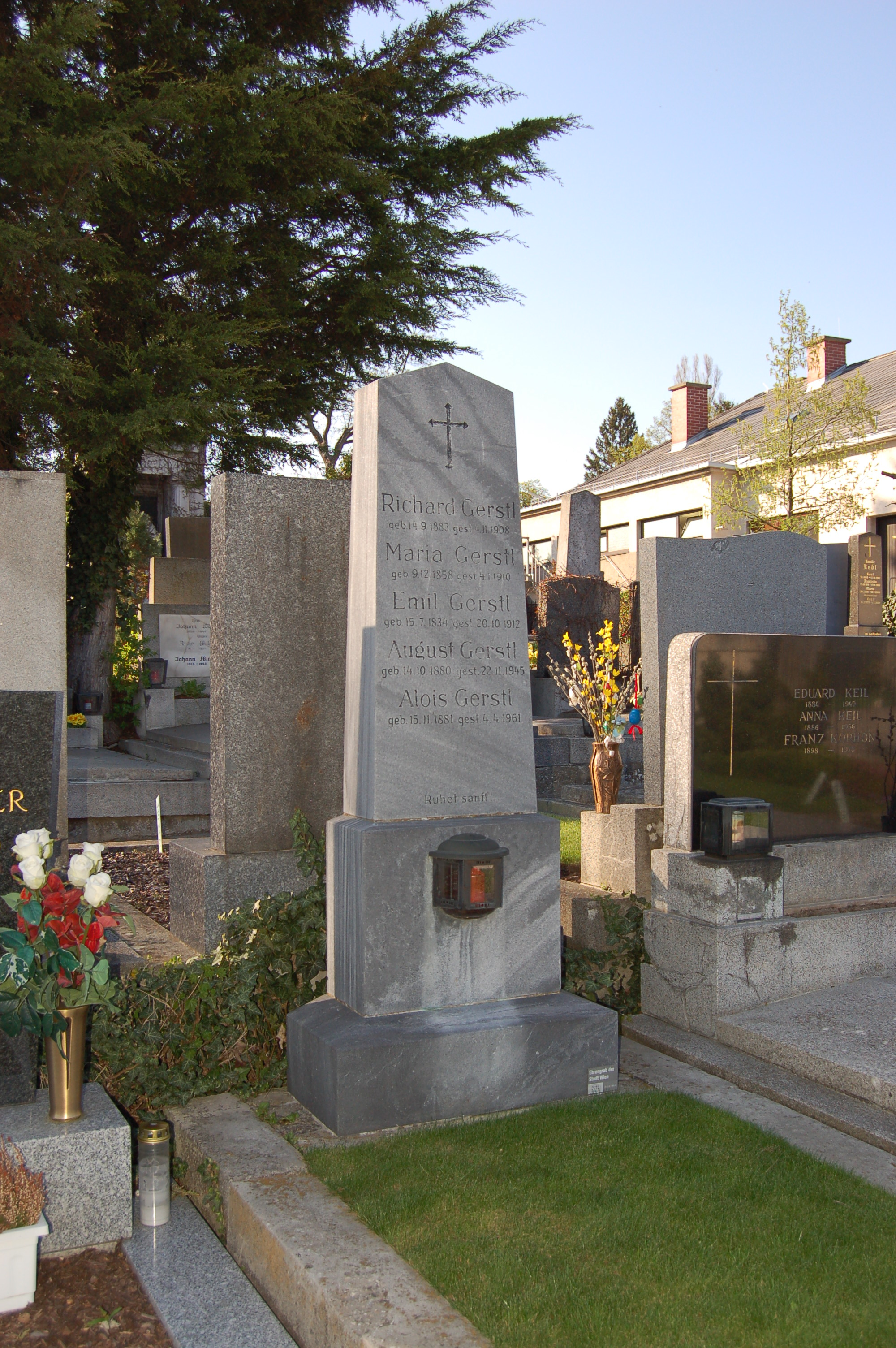
Могила на віденському кладовищі

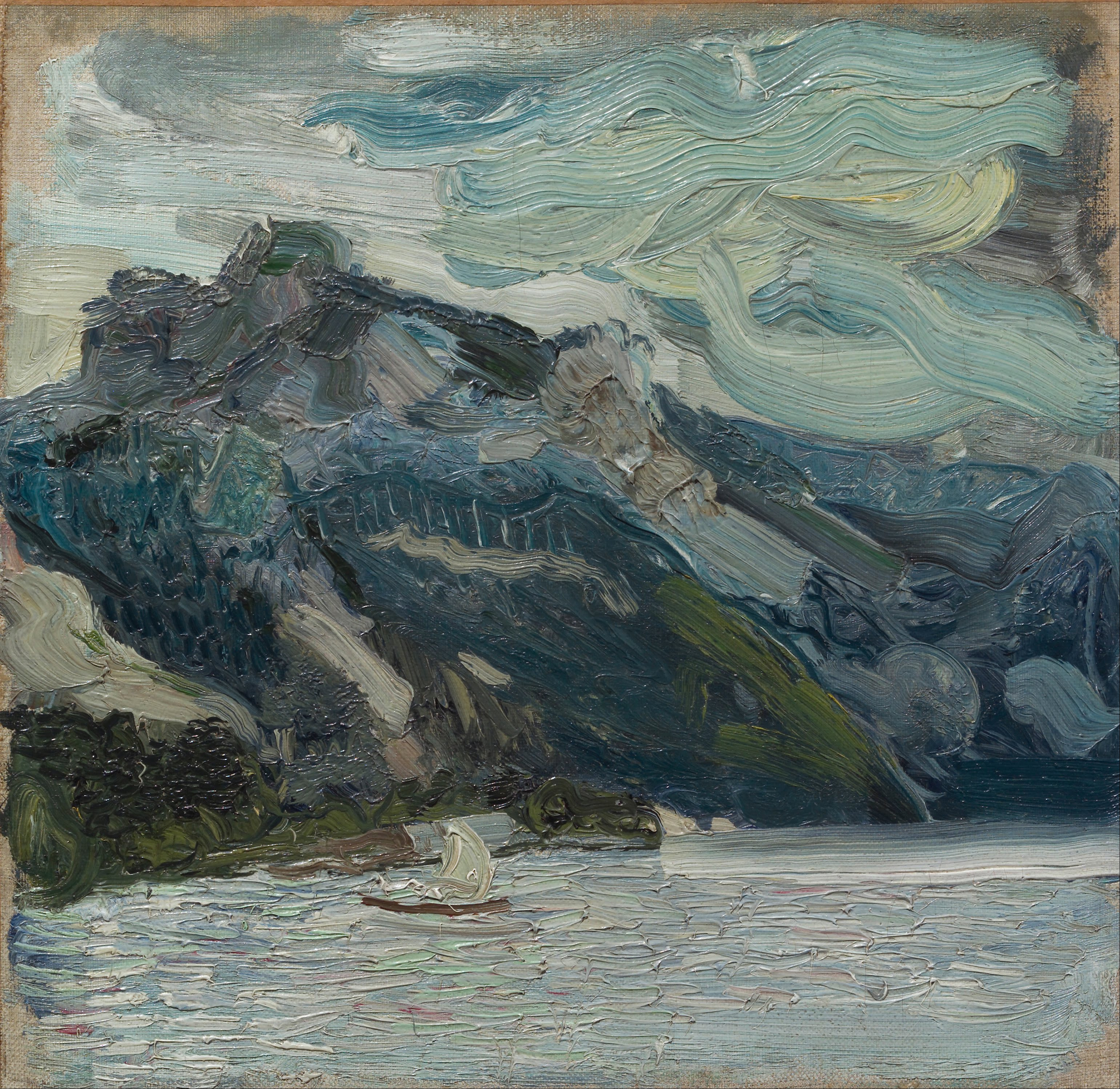
Озеро Траун з видом на гори, 1907,  377 мм × 393 мм, Музей Леопольда
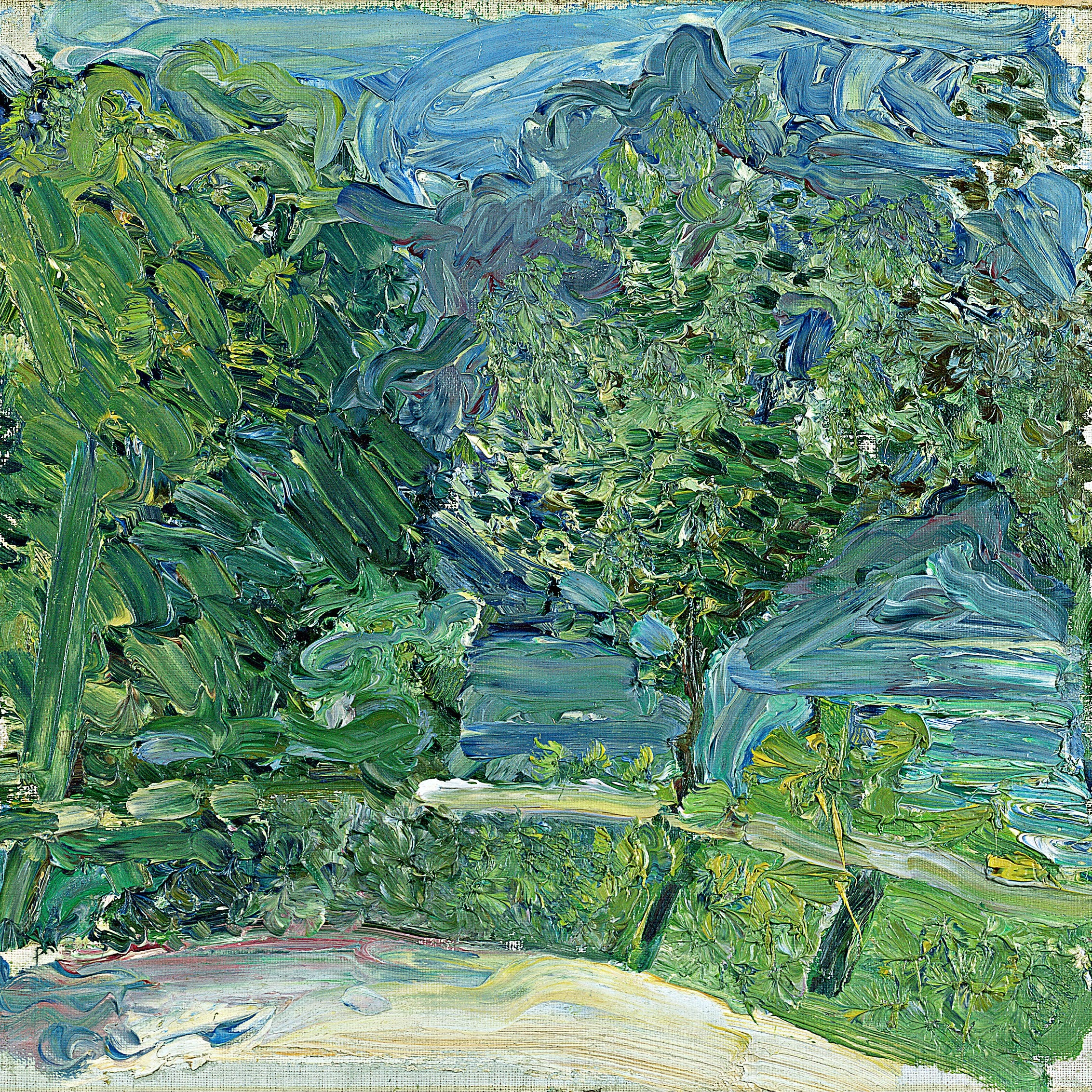
Дорога біля Гмундена, 323 мм × 332 мм, 1907
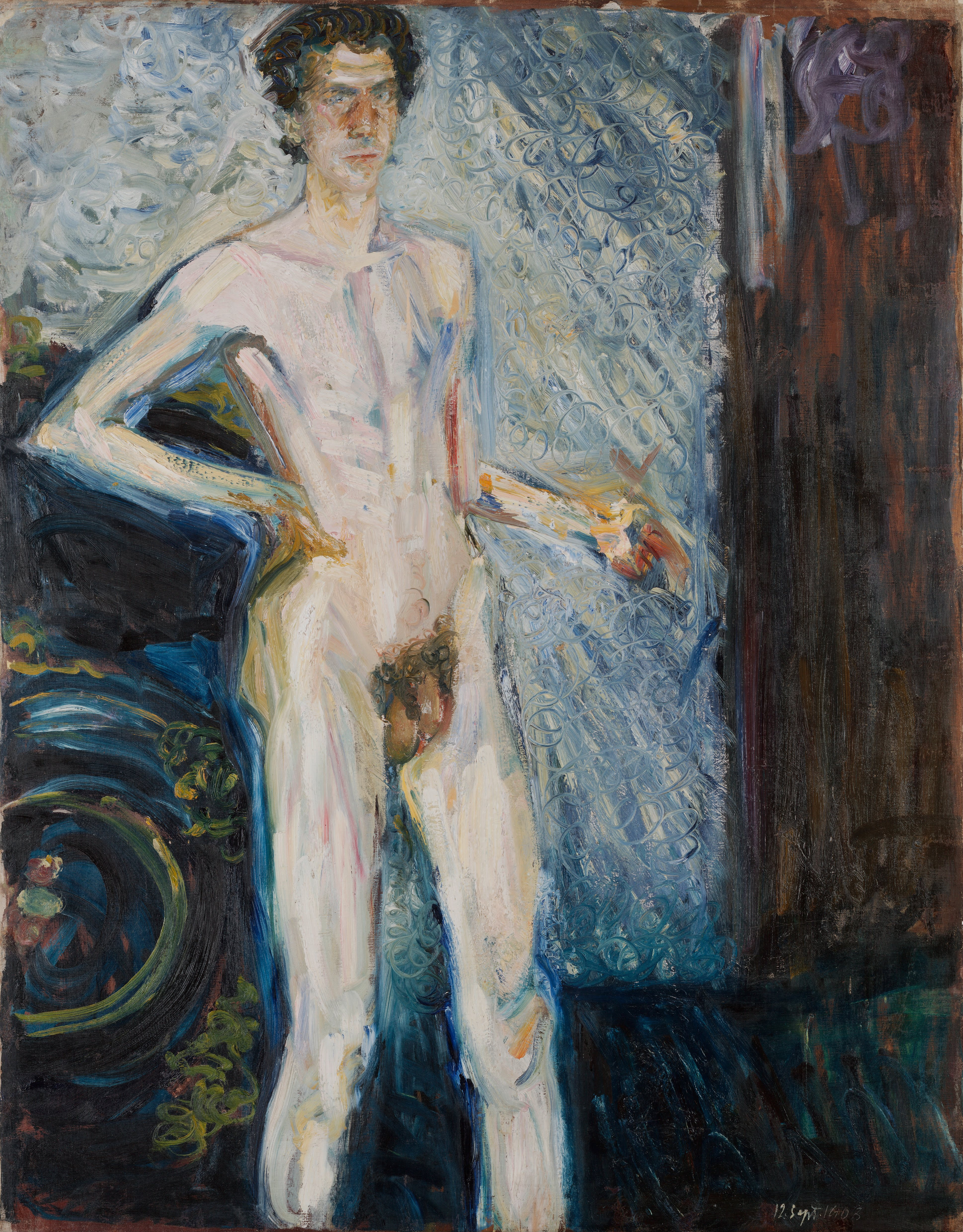
Оголений автопортрет з палітрою,  1908, 139.3 × 100 см, Музей Леопольда
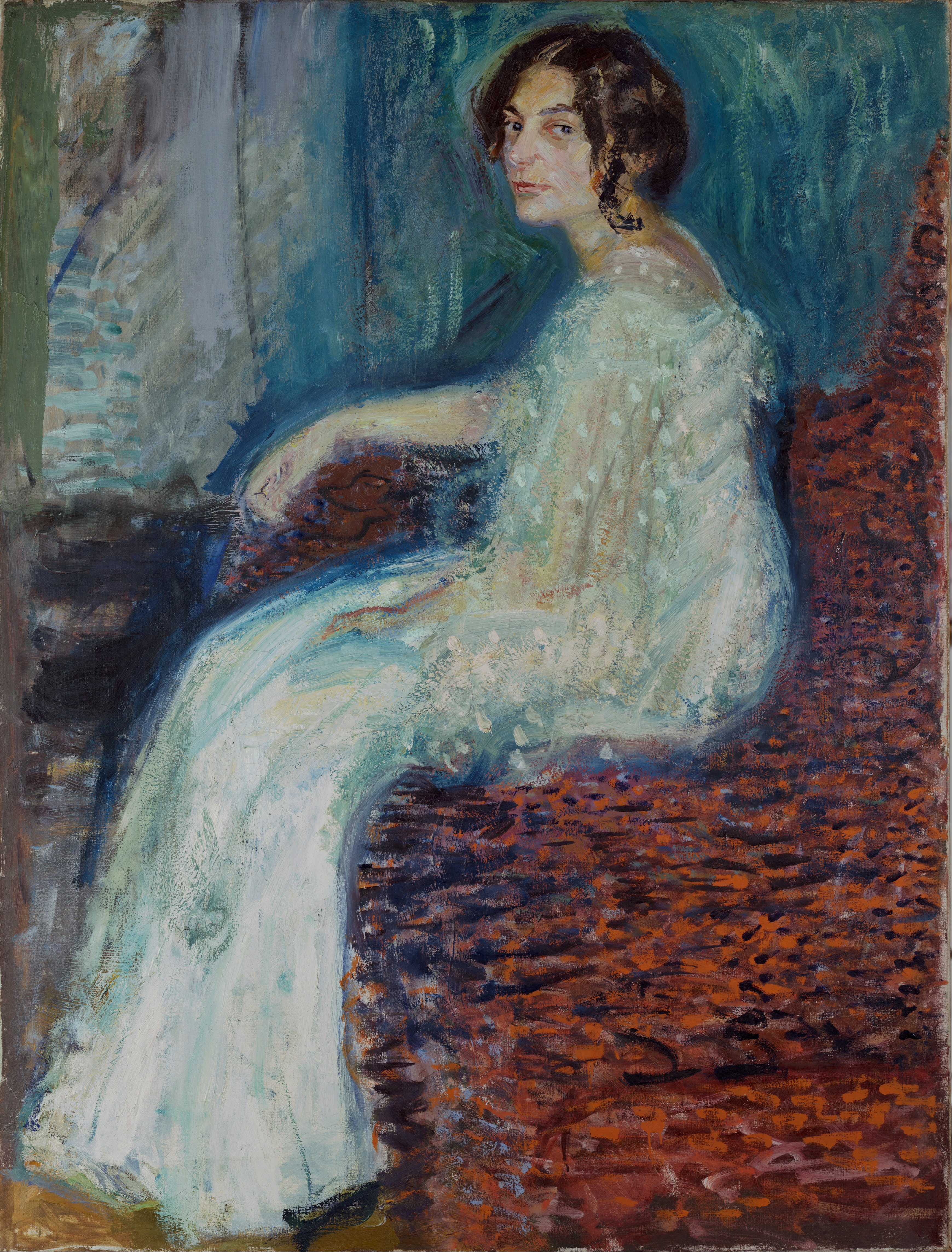
Портрет Генрики Коен, 1,479 мм × 1,119 мм, 1908, Музей Леопольда
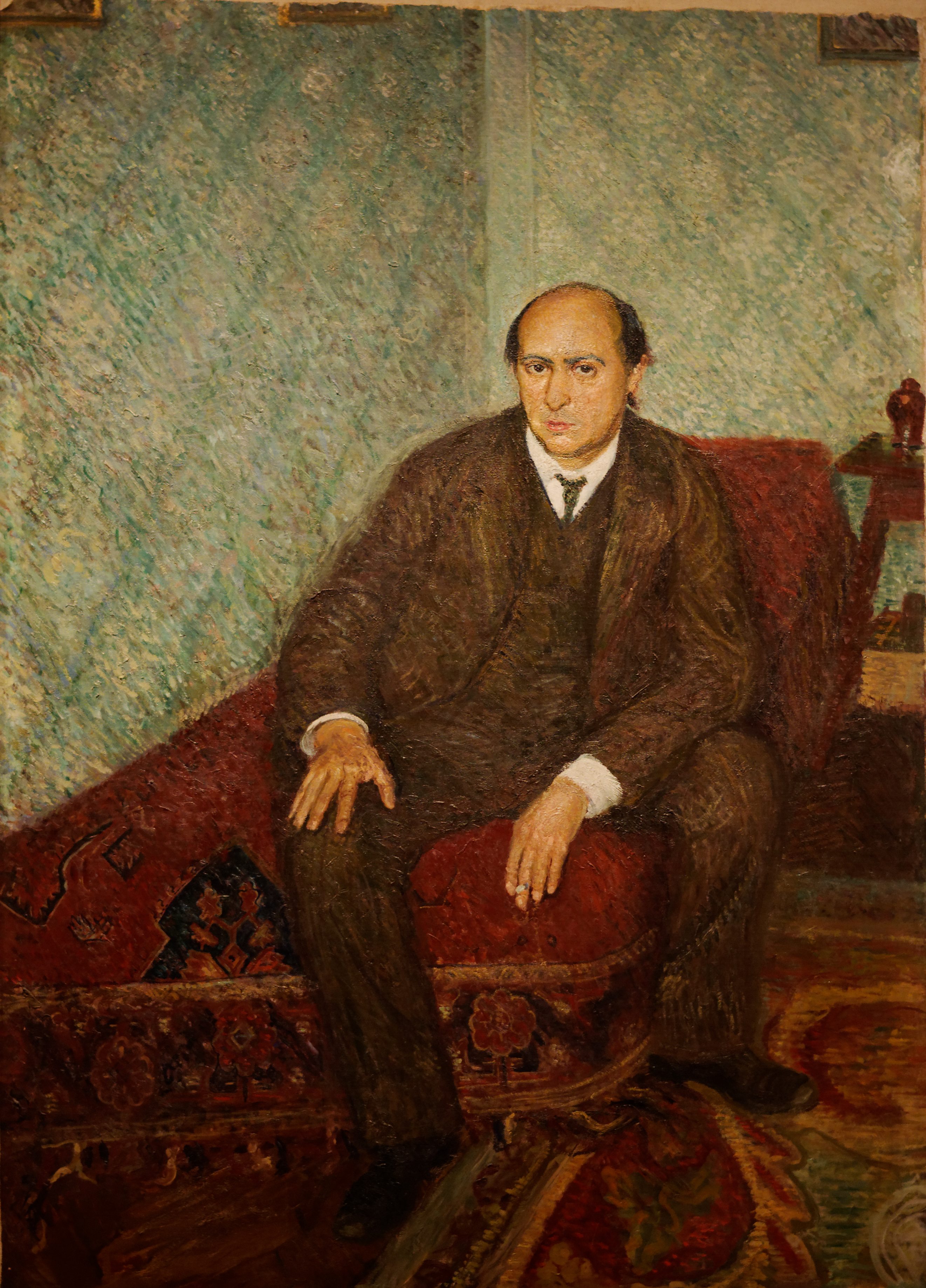
Арнольд Шенберг, 1905
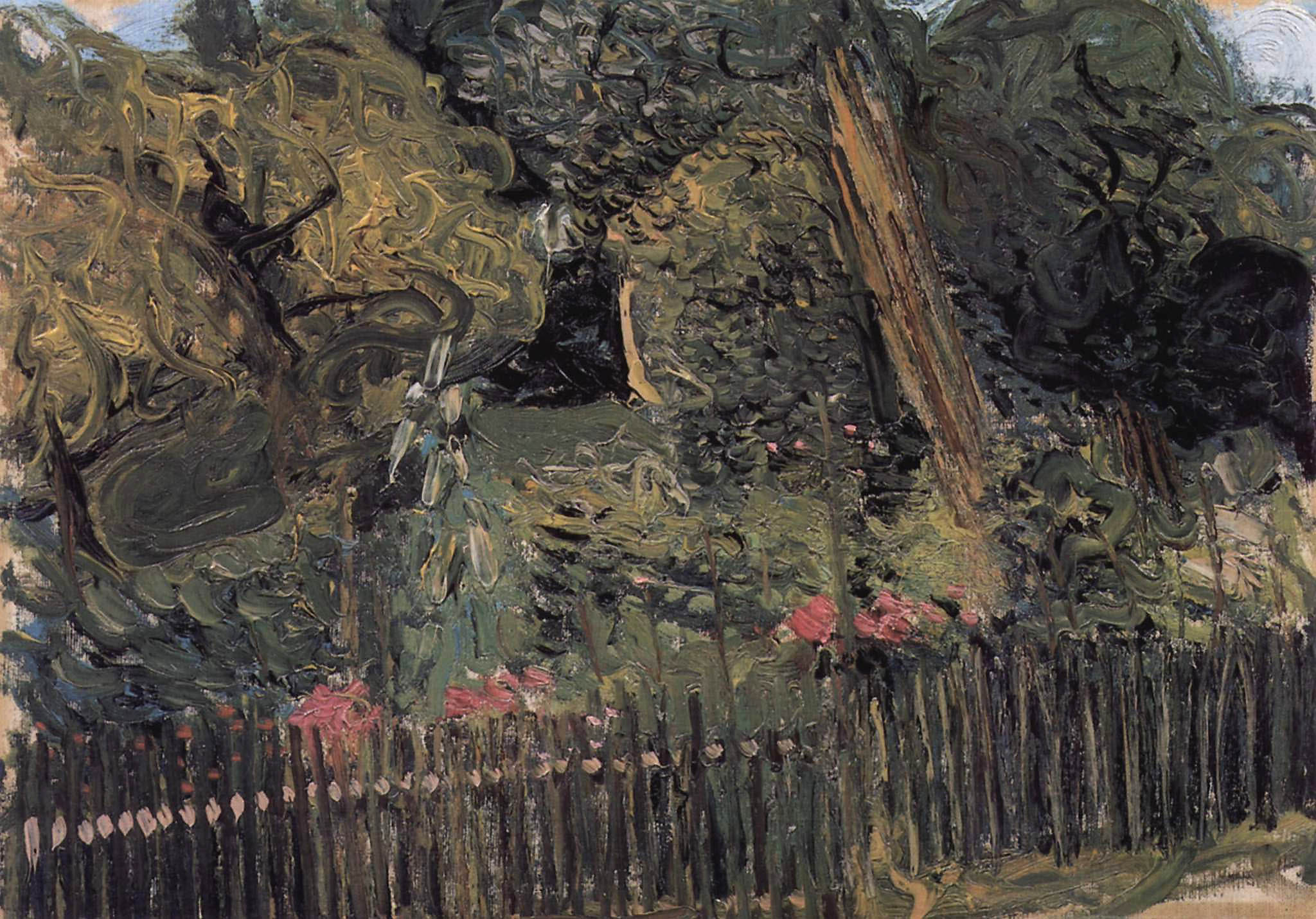
Вид на парк, 1908, 35 × 39 см, Музей Леопольда
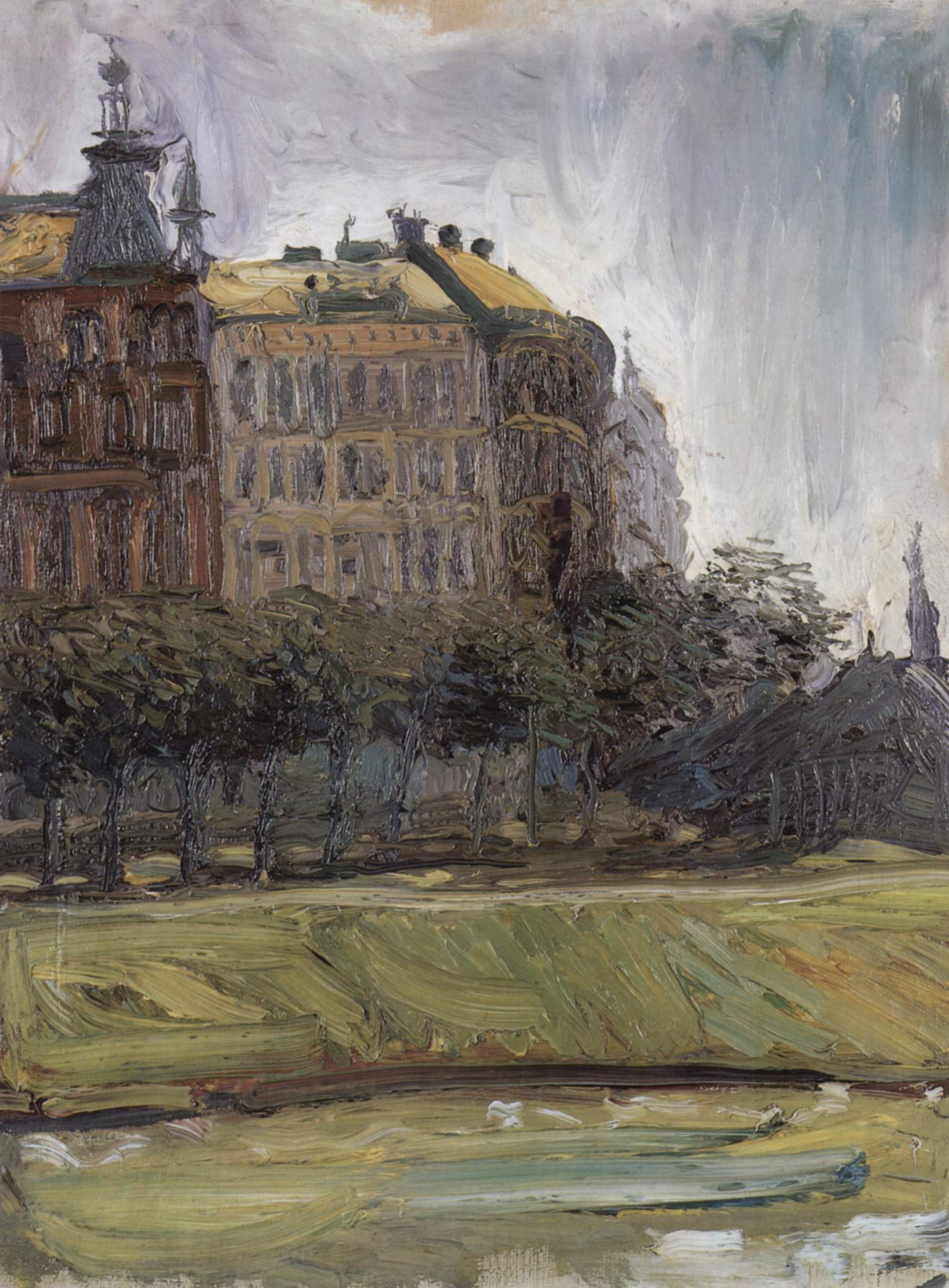
На Дунайському каналі, 1908, 63 × 47 см, Музей Леопольда
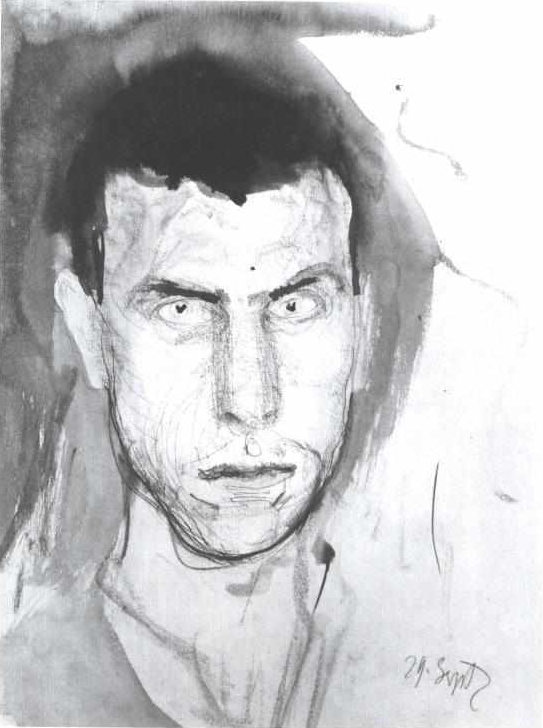
Автопортрет, 29 вересня 1907 або 29 вересня 1908
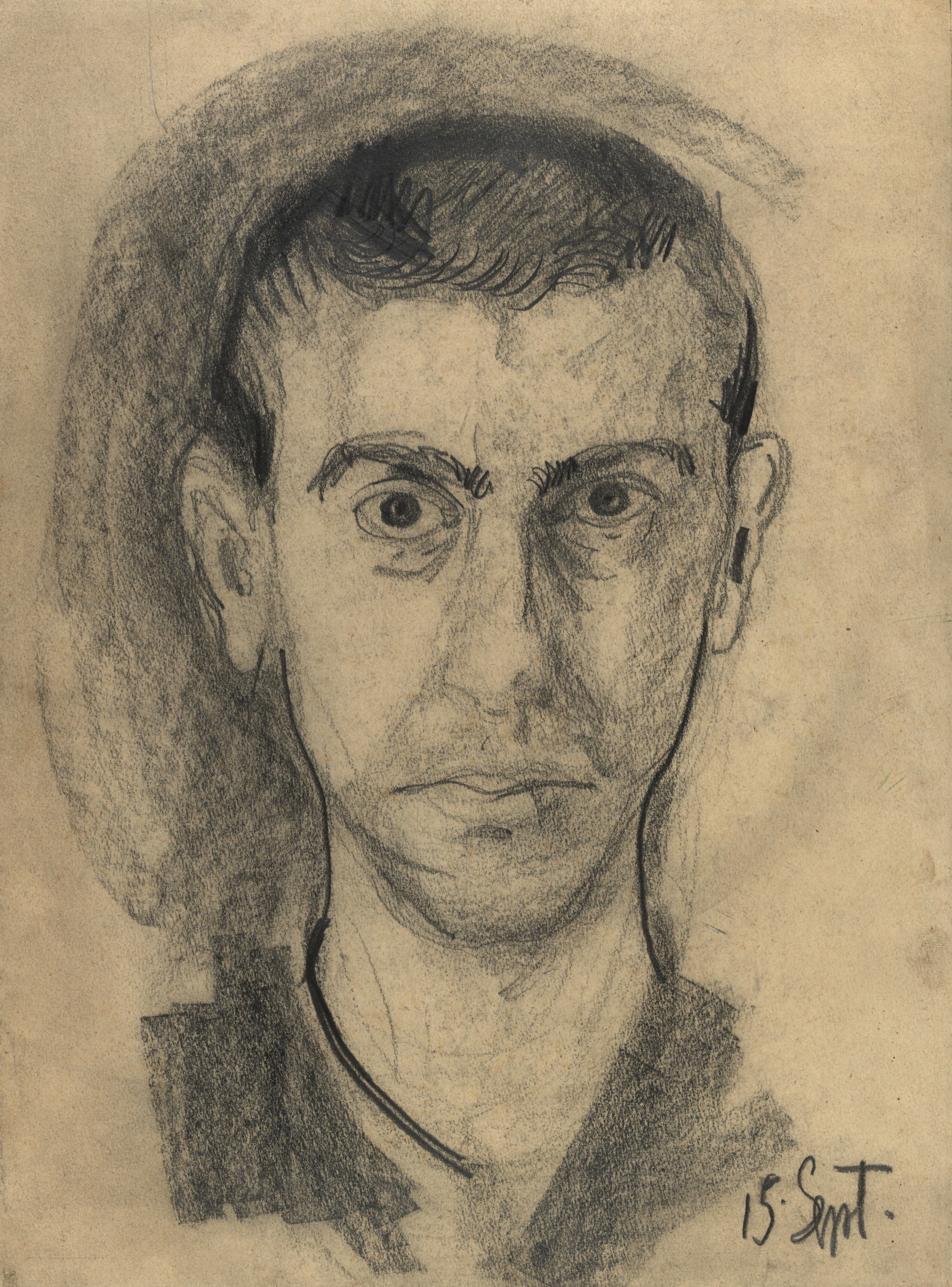
Автопортрет 15 вересня 1907 або 15 вересня 1908
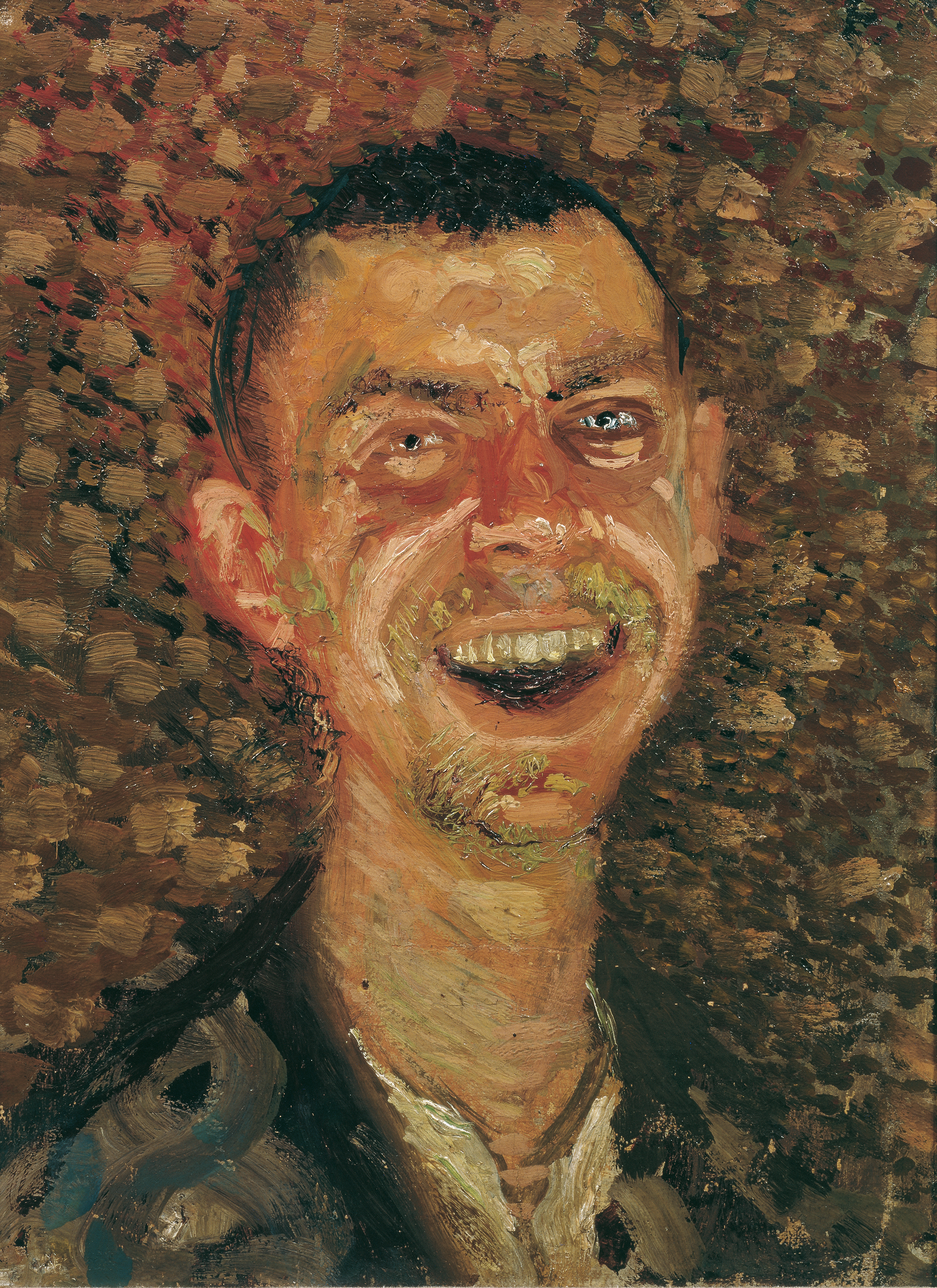
Автопортрет, сміючись. Літо 1907 / осінь 1907
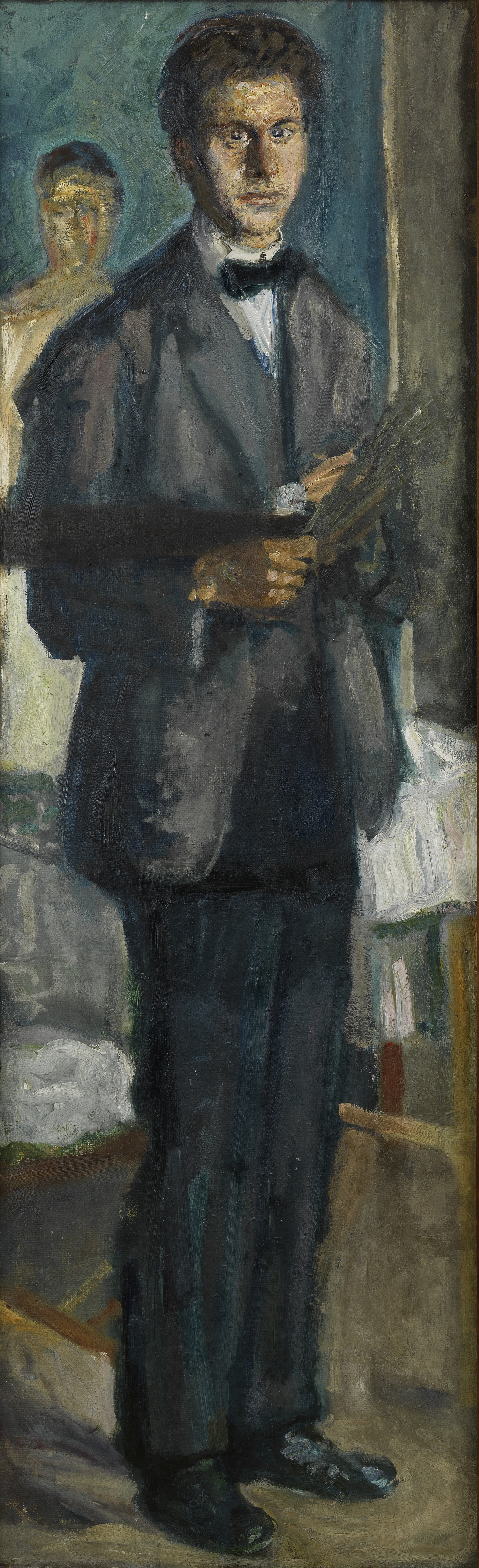
Автопортрет, 1907
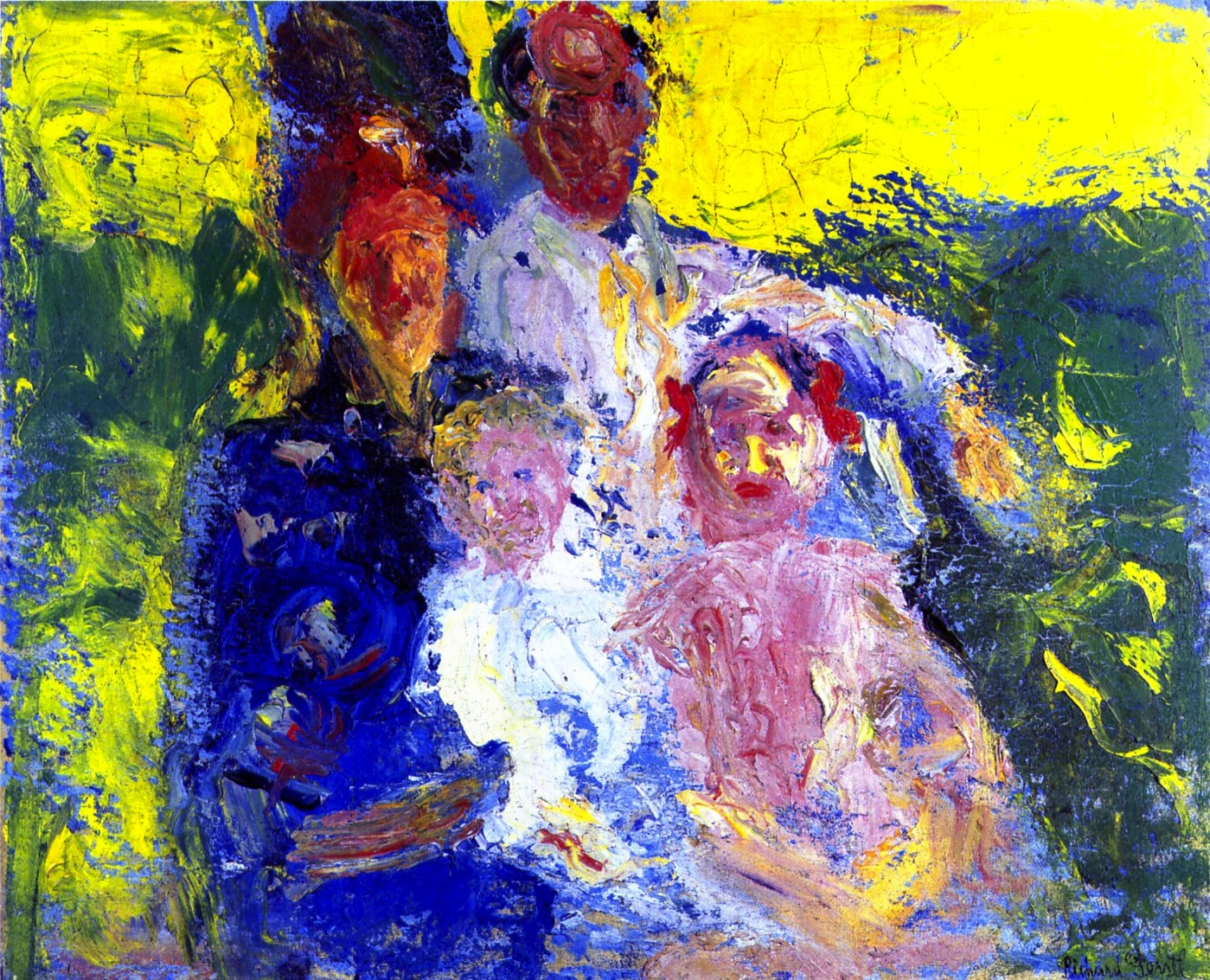
Сім'я Шенберг, Гмунден, 1908, 88.8 × 109.7 см, MUMOK, Stiftung Ludwig.